# Хоронь
Хоронь (пол. Choroń) — село в Польщі, у гміні Порай Мишковського повіту Сілезького воєводства.
Населення — 1402 особи (2011).
У 1975-1998 роках село належало до Ченстоховського воєводства.

## Демографія
Демографічна структура станом на 31 березня 2011 року:
|          | Загалом | Допрацездатний вік | Працездатний вік | Постпрацездатний вік |
| -------- | ------- | ------------------ | ---------------- | -------------------- |
| Чоловіки | 682     | 146                | 458              | 78                   |
| Жінки    | 720     | 129                | 419              | 172                  |
| Разом    | 1402    | 275                | 877              | 250                  |